# Cajititlán
Cajititlán es una localidad del municipio de Tlajomulco de Zúñiga en el estado mexicano de Jalisco. La localidad tiene un total de 17, 818 habitantes en 2020. Es parte de la ribera de Cajititlán junto con la laguna de Cajititlán.

## Localización
Cajititlán se sitúa dentro del municipio de Tlajomulco de Zúñiga en el estado de Jalisco, sus coordenadas son 20°25′49″N 103°18′29″O / 20.43028, -103.30806; Está a una altura media de 1,565 metros sobre el nivel del mar (m s. n. m.).

## Demografía
De acuerdo al censo del 2020 la localidad de Cajititlán cuenta con 17,818 habitantes, de los cuales 9,039 son mujeres y 8,779 son hombres.
La población por edades fue,
- De 0 a 14 años, 5,541 habitantes
- De 15 a 64 años, 11,575 habitantes
- De 60 y más años, 1,093 habitantes

Fuente: